# Liste von Malern/G
Die folgende Liste führt möglichst umfassend Maler aller Epochen auf.
Die Liste ist soweit vorhanden alphabetisch nach Nachnamen geordnet.

## Ga…
Gabbiani, Anton Domenico (1652–1726), Italien
Gabl, Aloys (1845–1893), Österreich
Gabrian, Peter (1922–2015), Deutschland
Gabriel, Hans-Jürgen (* 1952), Deutschland
Gabrielli, Onofrio (1619–1706), Italien
Gabron, Guilliam (1619–1678)
Gaddi, Agnolo (um 1350–1396), Italien
Gaddi, Gaddo (1260–1332), Italien
Gaddi, Taddeo (um 1300–1366), Italien
Gaertner, Eduard (1801–1877), Deutschland
Gaesbeeck, Adriaen van († 1650), Niederlande
Gail, Wilhelm (1804–1890), Deutschland
Gainsborough, Thomas (1727–1788), Großbritannien
Gale, William (1823–1909), Großbritannien
Galestruzzi, Giovanni Battista (1615/18–nach 1669), Italien
Fra Galgario (1655–1743), Italien
Galimard, Auguste (1813–1880), Frankreich
Galíndez, Martin (1547–1627), Spanien
Galis, Petru (* 1943), Rumänien
Galizia, Fede (1578–1630), Italien
Galizia, Nunzio (vor 1550–nach 1621), Italien
Gallait, Louis (1810–1887), Belgien
Galland, Pierre-Victor (1822–1892), Schweiz, Frankreich
Gallard-Lépinay, Emmanuel (1842–1885), Frankreich
Galle, Hieronymus (1625–nach 1679), Flandern
Galle, Oswald (1868–1935), Deutschland
Gallego, Fernando (um 1440–1507), Spanien
Gallegos y Arnosa, José (1859–1917), Spanien
Gallen-Kallela, Akseli (1865–1931), Finnland
Galli, Elias (2. Hälfte 17. Jh.), Deutschland
Galli da Bibiena, Alessandro (1686–1748), Italien
Galli da Bibiena, Antonio (1697/1700–1774), Italien
Galli da Bibiena, Carlo (1728–1787), Italien
Galli da Bibiena, Giovanni Maria (1618–1665), Italien
Galli da Bibiena, Giuseppe (1696–1757), Italien
Galli da Bibiena, Ferdinando (1656–1743), Italien
Galli da Bibiena, Francesco (1659–1739), Italien
Galliari, Bernardino (1707–1794), Italien
Gambarelli, Crescenzio (16. und 17. Jahrhundert), Italien
Gambs, Benedikt (um 1703–1751)
Gamelin, Jacques (1738–1803), Frankreich
Gandolfi, Gaetano (1734–1802), Italien
Gandy, Joseph (1771–1843), Großbritannien
Gangolf, Paul (1879–1936)
Ganku (1749/1756–1838), Japan
Gans, Leo (* 1934)
Gao Kegong (1248–1310), China
Gappnigg, Valentin (1661/62–1736), Österreich
Garbade, Daniel (* 1957), Schweiz
Garbell, Alexandre (1903–1970), Frankreich
Garbo, Raffaellino del (1466–1524), Italien
Gardelle, Robert (1682–1766)
Gardnor, Reverend John (* 1729; † 6. Januar 1808), Großbritannien
Gargiulo, Domenico (* 1609/10; † um 1675), Italien
Garneray, Ambroise Louis (1783–1857)
Garnier, Jules-Arsène (1847–1889), Frankreich
Garnier, Michel (1753–1829), Frankreich
Garofalo, Benvenuto Tisi (1481–1559), Italien
Gärtner, Heinrich (1828–1909), Deutschland
Gasc, Anna Rosina de (1713–1783)
Gassebner, Hans (1902–1966)
Gassen, Gottlieb (1805–1878), Deutschland
Gasteiger, Anna Sophie (1878–1954), Deutschland
Gasteiger, Jakob (* 1953), Österreich
Gasteiger, Mathias (1871–1934), Deutschland
Gatermann, Karl der Ältere (1883–1959), Deutschland
Gatermann, Karl der Jüngere (1909–1992), Deutschland
Gatta, Bartolomeo della (1448–1502), Italien
Gatti, Bernardino (1495–1576), Italien
Gaucherel, Léon (1816–1886), Frankreich
Gaudí, Antoni (1852–1926), Spanien, Modernismus
Gauermann, Carl (1804–1829), Österreich
Gauermann, Friedrich (1807–1862), Österreich
Gauermann, Jakob (1773–1843), Österreich
Gauffier, Louis (1761–1801), Frankreich
Gauguin, Paul (1848–1903), Frankreich
Gaulli, Giovanni Battista, genannt il Baciccia (1639–1709), Italien
Gaupmann, Rudolf (1815–1877), Österreich
Gaupp, Gustav (1844–1918), Österreich
Gay, Walter (1856–1937), USA

## Ge… bis Gh…
Ge, Nikolai Nikolajewitsch (1831–1894), Russland
Gear, William (1915–1997), Schottland
Gebauer, Christian David (1777–1831), Dänemark
Gebhard, Johann (1676–1756)
Gebhard, Otto (1703–1773)
Gebhardt, Eduard (1838–1925), Deutschland
Gebhardt-Westerbuchberg, Franz S. (1895–1969)
Gebler, Otto (1838–1917), Deutschland
Geck, Tell (1895–1986), Deutschland
Geertgen tot Sint Jans (um 1460/65–vor 1495), Niederlande
Geertz, Julius (1837–1902), Deutschland
Gegenbaur, Joseph Anton von (1800–1876), Deutschland
Gegerfelt, Wilhelm von (1844–1920), Schweden
Gehrig-Targis, Franz Edwin (1896–1968), Deutschland
Geigenberger, Otto (1881–1946), Deutschland
Geiger, Carl Joseph (1822–1905), Österreich
Geiger, Anna Bella Geiger (* 1933), Brasilien
Geiger, Jakob (1. Viertel 18. Jh.), Deutschland
Geiger, Rupprecht (1908–2009), Deutschland
Geiger, Willi (1878–1971), Deutschland
Geiger-Weishaupt, Fanny Edle von (1862–1931), Deutschland
Geist, August (1835–1868), Deutschland
Gelder, Arent de (1645–1727), Niederlande
Geldorp, Gortzius (1553–1616)
Gemmel, Hermann (1813–1868), Deutschland
Genelli, Bonaventura (1798–1868), Deutschland
Genelli, Janus (1761–1813)
Genga, Bartolommeo (1516–1558), Italien
Genga, Girolamo (1476–1551), Italien
Génicot, Robert (1890–1981), Frankreich
Genki (1747–1797), Japan
Gennari, Bartolomeo (1594–1661), Italien
Gennari, Benedetto (1563–1610), Italien
Gennari II, Benedetto (1633–1715), Italien
Gennari, Cesare (1637–1688), Italien
Gennari, Ercole (1597–1658), Italien
Gensler, Jacob (1808–1845), Deutschland
Genßler, Peter (* 1957), Deutschland
Gent, Justus van (um 1410–um 1480), Flandern/Italien
Gentile, Fabriano da (1370–1450), Italien
Gentileschi, Artemisia (1593–1653), Italien
Gentileschi, Orazio (1563–1639), Deutschland
Gentz, Wilhelm (1822–1890), Deutschland
Georges, Claude (1929–1988), Frankreich
Georgi, Nikolaus von (* 1940), Deutschland
Georgiadis, Nicholas (1923–2001)
Georgius, Robert (* 1871; † unbekannt)
Gérard, François (1770–1837), Frankreich
Gerards der Ältere, Marcus (1520/21–1586/1604)
Gerards der Jüngere, Marcus (1561/62–1636)
Gerbig, Alexander (1878–1948)
Gerhardt, Eduard (1813–1888), Deutschland
Géricault, Théodore (1791–1824), Frankreich
Gericke, Samuel Thomas (1665–1729), Preußen
Gericke, Willi (1895–1970), Deutschland, Expressionismus
Germain, Jacques (1915–2001), Frankreich
Gérôme, Jean-Léon (1824–1904), Frankreich
Gerson, Wojciech (1831–1901), Polen
Gerstl, Richard (1883–1908), Österreich
Gerstmeyer, Josef (1801–1870), Österreich
Gertner, Johan Vilhelm (1818–1871), Dänemark
Gertsch, Franz (1930–2022), Schweiz
Gervex, Henri (1852–1929), Frankreich
Geselschap, Friedrich (1835–1898), Deutschland
Gessi, Francesco (1588–1649), Italien
Gessner, Richard (1894–1989), Deutschland
Gessner, Salomon (1730–1788), Schweiz
Geyer, Wilhelm (1900–1968), Deutschland
Geyser, Christian Gottlieb (1742–1803)
Ghezzi, Giuseppe (1634–1721), Italien
Ghezzi, Pier Leone (1674–1755), Italien
Ghezzi, Sebastiano (um 1580–1645), Italien
Ghiberti, Lorenzo (1378–1455), Italien
Ghirlandaio, Benedetto (1458–1497), Italien
Ghirlandaio, Davide (1452–1525), Italien
Ghirlandaio, Domenico (1448–1494), Italien, Renaissance
Ghirlandaio, Ridolfo (1483–1561), Italien

## Gi… bis Gn…
Giacomelli, Hector (1822–1904), Frankreich
Giacometti, Alberto (1901–1966), Schweiz
Giacomotti, Félix Henri (1828–1909), Frankreich (ital. Abstammung)
Giacometti Giovanni (1868–1933), Schweiz
Giallinas, Angelos (1857–1939)
Giambono, Michele (um 1400–1462), Italien
Giampietrino (nachweisbar 1495–1549), Italien
Giannetto, Filippo (1640–1702), Italien
Giaquinto, Corrado (1703–1766), Italien
Gide, Théophile (1822–1890), Frankreich
Giebel, Heinrich (1865–1951)
Gierymski, Maksymilian (1846–1874), Polen
Gifford, Sanford Robinson (1823–1880), USA
Gifford, Swain (1840–1905), USA
Gigante, Giacinto (1806–1876), Italien
Gignous Eugenio (1850–1906), Italien
Gigoux, Jean François (1806–1894), Frankreich
Gijsbrechts, Cornelis (vor 1657–nach 1675), Niederlande
Gilbert, John (1817–1897)
Gilbert, Stephen (1910–2007), Großbritannien
Gill, James (* 1934), USA
Gille, Sighard (* 1941), Deutschland
Gilles, Barthel (1891–1977), Deutschland
Gilles, Werner (1894–1961), Deutschland
Gillet, Roger-Edgar (1924–2004), Frankreich
Gilliam, Sam (1933–2022), USA
Gillig, Jacob (1636–1680), Niederlande
Gillot, Claude (1673–1722), Frankreich
Gilot, Françoise (1921–2023), Frankreich
Gimignano, Vincenzo da San, Italien
Ginevra, Helga (1938–1996), Deutschland
Gion Nankai (1676–1751), Japan
Giordano, Luca (1634–1705), Italien
Giordano, Stefano (Mitte des 16. Jahrhunderts), Italien
Giorgio Martini, Francesco di (1439–1501)
Giorgioli, Francesco Antonio (1655–1725), Tessin
Giorgione (1478–1510), Italien, Renaissance
Giotto di Bondone (1267–1337), Italien
Girardet, Edouard (1819–1880), Frankreich
Girardet, Eugène (1853–1907), Frankreich
Girardet, Karl (1813–1871), Frankreich
Girardon, François (1628–1715), Frankreich
Giraud, Eugène (1806–1881), Frankreich
Girieud, Pierre-Paul (1876–1948), Frankreich
Girke, Kristina (* 1968), Deutschland
Girke, Raimund (1930–2002), Deutschland
Girod, Charles (1897–1945)
Girodet-Trioson Anne-Louis (1767–1824), Frankreich
Giron, Charles (1850–1914), Schweiz
Gironcoli, Bruno (1936–2010), Österreich
Giulio Romano (1499–1546), Italien
Giuffrè, Antonio (1493–1543), Italien
Glackens, William (1870–1938), USA
Glantschnigg, Ulrich (1661–1722), Österreich
Glattacker, Adolf (1878–1971), lebte in Süddeutschland
Glattacker, Roger (1909–1994), lebte in Süddeutschland
Glarner, Fritz (1899–1972), Schweiz/USA
Gleich, Joanna (* 1959)
Gleichmann, Otto (1887–1963)
Gleizes, Albert (1881–1953), Frankreich
Glette, Erich (1896–1980)
Gleyre, Charles (1806–1874), Schweiz
Glockendon, Nikolaus (Buchmaler) (um 1490/95–1533/34)
Glöckner, Hermann (1889–1987)
Gnoli, Domenico (1933–1970), Italien/USA

## Go…
Gobbo dei Carracci oder Gobbo dei frutti, siehe: Bonzi, Pietro Paolo (1573–1636), Italien
Gobert, Pierre (1662–1744), Frankreich
Goderis, Hans (tätig um 1622–1640), Niederlande
Göding, Heinrich (1531–1606)
Goeneutte, Norbert (1854–1894), Frankreich
Goepfert, Hermann (1926–1982), Deutschland
Göpfert, Ulf (* 1943), Deutschland
Goes, Hugo van der (1435/40–1482), Flandern
Goesch, Paul (1885–1940), Deutschland
Goessel, Annette, Deutschland
Gögel, Sebastian (* 1978)
Gogh, Vincent van (1853–1890), Niederlande
Gold, Joseph, (1840–1922), Österreich
Goldammer, Karl (1950–2020), Österreich
Goldberg, Michael (1924–2007), USA
Golden, Daan van (1936–2017), Niederlande
Golder, Andreas (* 1979) Russland/Deutschland
Goldschmidt, Hilde (1897–1980), Deutschland
Goll, Heinz (1934–1999), Österreich/Kolumbien
Goll, Max (1897–1975)
Goller, Bruno (1901–1998), Deutschland
Gollrad, K.J. (1866–1940), Deutschland
Golowin, Alexander Jakowlewitsch (1863–1930), Russland
Goltzius, Hendrick (1558–1616/17), Niederlande
Golyscheff, Jefim (1897–1970)
Gomez Rey, Omar (1957–2022), Kolumbien
Gonçalves, Nuno († nach 1490), Portugal
Gontscharowa, Natalija Sergejewna (1881–1962), Russland
Gonzalès, Eva (1847–1883), Frankreich
González Camarena, Jorge (1908–1980), Mexiko
Gorbatoff, Konstantin (1876–1945), Russland
Gorecki, Tadeusz (1825–1868), Polen
Gorky, Arshile (1904–1948)
Gossaert, Jan (um 1478–1532), Niederlande
Gosse, Nicolas Louis (1787–1878), Frankreich
Goßmann, Gerhard (1912–1994), Deutschland
Gothein, Werner (1890–1968), Deutschland
Gotsch, Friedrich Karl (1900–1984), Deutschland
Gottlieb, Adolph (1903–1974), USA
Gottlieb, Léopold (1879–1934), Polen
Gottschalk, Albert (1866–1906), Dänemark
Gottschalk, Willi (1946–2009), Deutschland
Götz, K. O. eigentlich Karl Otto Götz (1914–2017), Deutschland
Götz, Leo (1883–1962), Deutschland
Götze, Moritz (* 1964), Deutschland
Götzenberger Jakob (1802–1866)
Götzloff, Carl Wilhelm (1799–1866), Deutschland, Romantik
Gotzmann, Emmy (1881–1950), Deutschland
Goya, Francisco (1746–1828), Spanien
Goyen, Jan van (1596–1656), Niederlande
Göz, Gottfried Bernhard (1708–1774)
Gozzoli, Benozzo (1420–1497), Italien

## Gr… bis Gz…
Grabar, Igor Emmanuilowitsch (1871–1960), Russland/Sowjetunion
Graf, Gottfried (1881–1938), Deutschland
Graf, Urs (* um 1485–1528)
Graf, Yesim Akdeniz (* 1978)
Graff, Anton (1736–1813), Schweiz
Graff, Dorothea Maria (1678–1743)
Graff, Otto (1915–1997), Deutschland
Graham, John (1886–1961)
Graham, Rodney (1949–2022), Kanada
Grahl, August (1791–1868), Deutschland
Graimberg, Charles de (1774–1864), Frankreich
Gramatté, Walter (1897–1929), Deutschland
Gran, Daniel (1694–1757)
Granet, François-Marius (1775–1849), Frankreich
Granitsch, Susanne (1869–1946), Österreich
Grano, Antonio (um 1660–1718), Sizilien
Granö, Veli (* 1960)
Grashow, James B. (* 1942)
Grasmair, Johann Georg Dominikus (1691–1751)
Grassi, Giovannino de’ (≈1340–1398), Italien
Grassi, Josef Maria (1757–1838), Österreich
Graßmann, Günther (1900–1993), Deutschland
Grau, Enrique (1920–2004), Kolumbien
Grau, Franz (1910–1992), Deutschland
Graubner, Gotthard (1930–2013), Deutschland
Graumann, Julius (1878–1944), Deutschland
Graupenstein, Friedrich Wilhelm (1828–1897), Deutschland
Gravelot, Hubert-François (1699–1773), Frankreich
Gray, Reginald (1930–2013), Irland
Graziani, Ercole (1688–1765), Italien
Grebe, Fritz (1850–1924), Deutschland
Greco, El (1541–1614)
Greene, Balcomb (1904–1990), USA
Greguss, Imre (1856–1910), Ungarn
Greis, Otto (1913–2001), Deutschland
Greuze, Jean-Baptiste (1725–1805), Frankreich
Greve-Lindau, Georg (1876–1963), Deutschland
Grevenbroeck, Orazio (1670–1730)
Grewenig, Leo (1898–1991), Deutschland
Griebel, Otto (1895–1972), Deutschland
Grien, Hans Baldung (1484/85?–1545), Deutschland
Griepenkerl, Christian (1839–1916)
Grimm, Alfred (* 1943), Deutschland
Grimm, Arthur (1883–1948), Deutschland
Grimm, Heiner (1913–1985), Deutschland
Grimm, Johann (1675–1747), Schweiz
Grimm, Ludwig Emil (1790–1863), Deutschland
Grimm, Luise (1900–1991), Deutschland
Grimm, Willem (1904–1986), Deutschland
Grimmling, Hans Hendrik (* 1947)
Gris, Juan (1887–1927), Spanien
Gröber, Hermann (1865–1935)
Gröger, Friedrich Carl (1766–1838)
Gromaire, Marcel (1892–1971), Frankreich
Gropeanu, Nicolae (1863–1936), Rumänien
Gros, Antoine-Jean (1771–1835), Frankreich
Grossberg, Carl (1894–1940), Deutschland
Grosse, Katharina (1961–), Deutschland
Großmann, Rudolf (1882–1941), Deutschland
Großpietsch, Curt (1893–1980)
Grosz, George (1893–1959)
Groud, G. Gilbert (* 1956) Côte d’Ivoire, Afrika
Gruber, Manfred (* 1951), Deutschland
Grubler, Ekkehard (* 1952)
Grund, Norbert (1717–1767)
Grundig, Hans (1901–1958), Deutschland
Grundig, Lea (1906–1977), Deutschland
Grune, Richard (1903–1984)
Grünewald, Isaac (1889–1946), Schweden
Grunewald, Johann Gustav (1805–1878)
Grünewald, Julius (* 1965), Deutschland
Grünewald, Matthias (15./16. Jahrhundert), Deutschland
Grunwaldt, Paul (1891–1962)
Gruss, Franz (1891–1979), Österreich
Grützke, Johannes (1937–2017), Deutschland
Gsell, Georg (1673–1740), Schweiz
Gu Kaizhi (344–405), China
Guan Daosheng (1262–1319), China
Guardi, Francesco (1712–1793), Italien
Guardi, Giovanni Antonio (1699–1760), Italien
Guargena, Domenico (1610–1663), Italien
Guarino (oder Guarini), Francesco (1611–1651), Italien
Guayasamín, Oswaldo (1919–1999), Ecuador
Guérin Pierre Narcisse (1774–1833), Frankreich
Guffens, Godefried, Belgien
Guggisberg, Stefan (* 1980)
Guglielmi, Osvaldo Louis (1906–1956), USA
Guibal, Nicolas (1725–1784)
Guidi, Virgilio (1891–1984), Italien
Guidobono, Bartolomeo (1654–1709), Italien
Guidobono, Domenico (1668–1746), Italien
Guido da Siena (tätig 1260–1290), Italien
Guild, Derrick (* 1963)
Guinaccia, Deodato (1510–1585), Italien
Gulsett, Line (* 1981)
Gundermann, Michael (* 1945), Deutschland
Gundlach, Henry (1884–1964)
Günther, Christian August (1760–1824)
Günther, Kurt (1893–1955), Deutschland
Günther, Mathias (1705–1788)
Guo Xi (1020–1090), China
Gussmann, Otto (1869–1926), Deutschland
Gussow, Karl (1843–1907), Deutschland
Guston, Philip (1913–1980), USA
Gütersloh, Albert Paris (1887–1973), Österreich
Gutiérrez Carreola (1906–1945), Mexiko
Guttuso, Renato (1911–1987), Italien
Gutzwiller, Sebastian (1798–1872)
Guys, Constantin (1802–1892), Niederlande
Guzmán de Rojas, Cecilio (1899–1950), Bolivien
Gwozdecki, Gustaw (1880–1935)
Gyenes, Hans (1873 – n. 1926)